# Kleine Braunelle
Die Kleine Braunelle (Prunella vulgaris), auch Gewöhnliche Braunelle, Kleine Brunelle, Kleinblütige Braunelle, Gemeine Braunelle oder kurz auch Brunelle genannt, ist eine Pflanzenart aus der Gattung der Braunellen (Prunella) innerhalb der Familie der Lippenblütler (Lamiaceae). Die Unterarten sind von gemäßigten bis subtropischen Gebieten auf der Nordhalbkugel weitverbreitet. Sie wird als Heilpflanze verwendet.

## Beschreibung

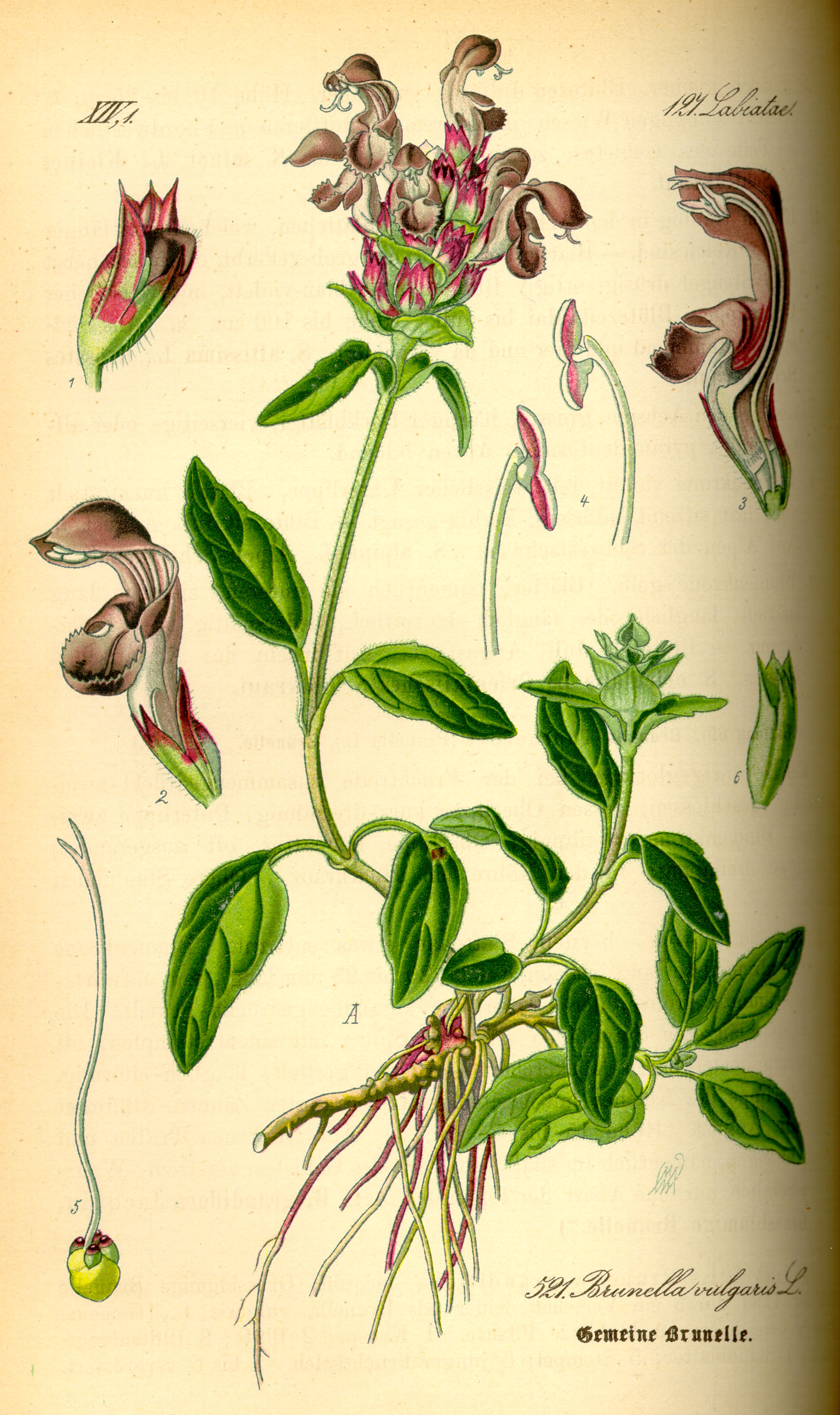
Illustration aus Thomé: Flora von Deutschland Österreich und der Schweiz, 1885

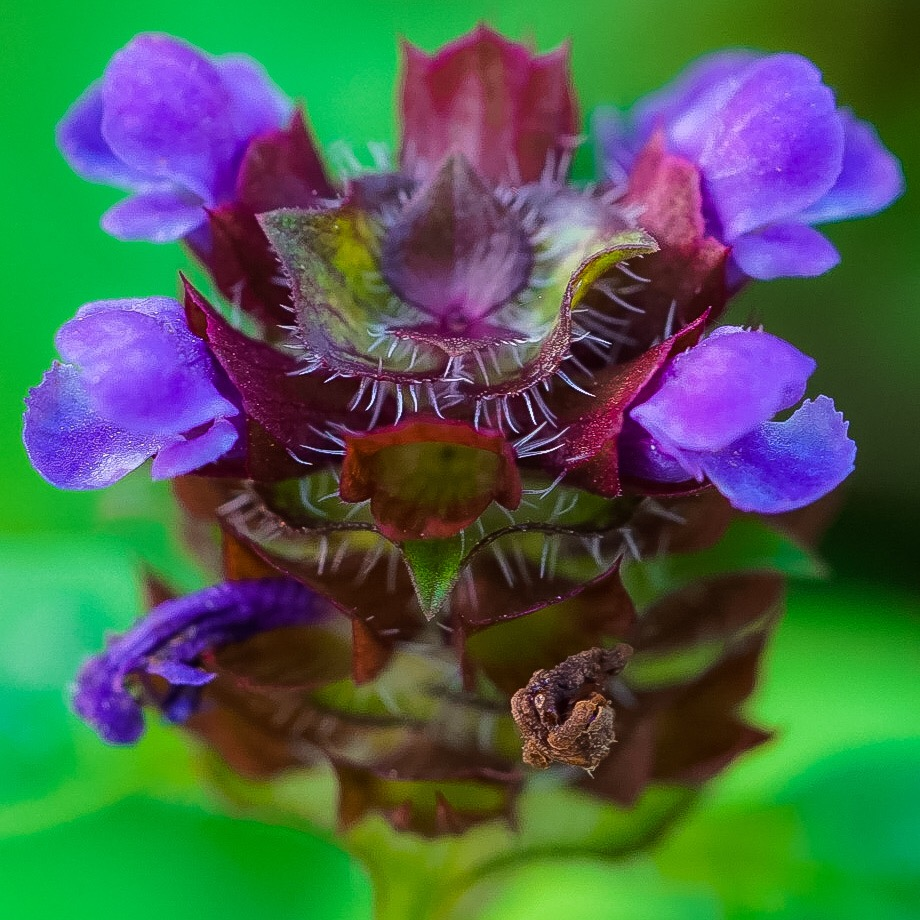
Blütenstand mit zygomorphe Blüten

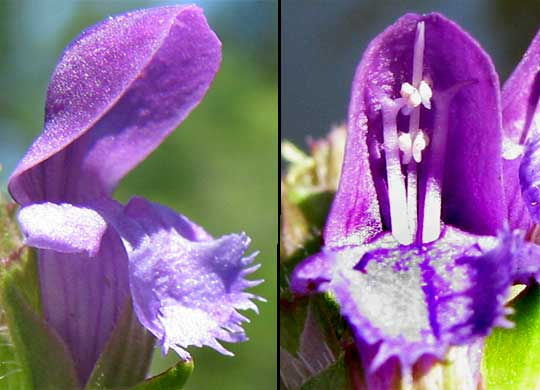
Zygomorphe Blüte im Detail

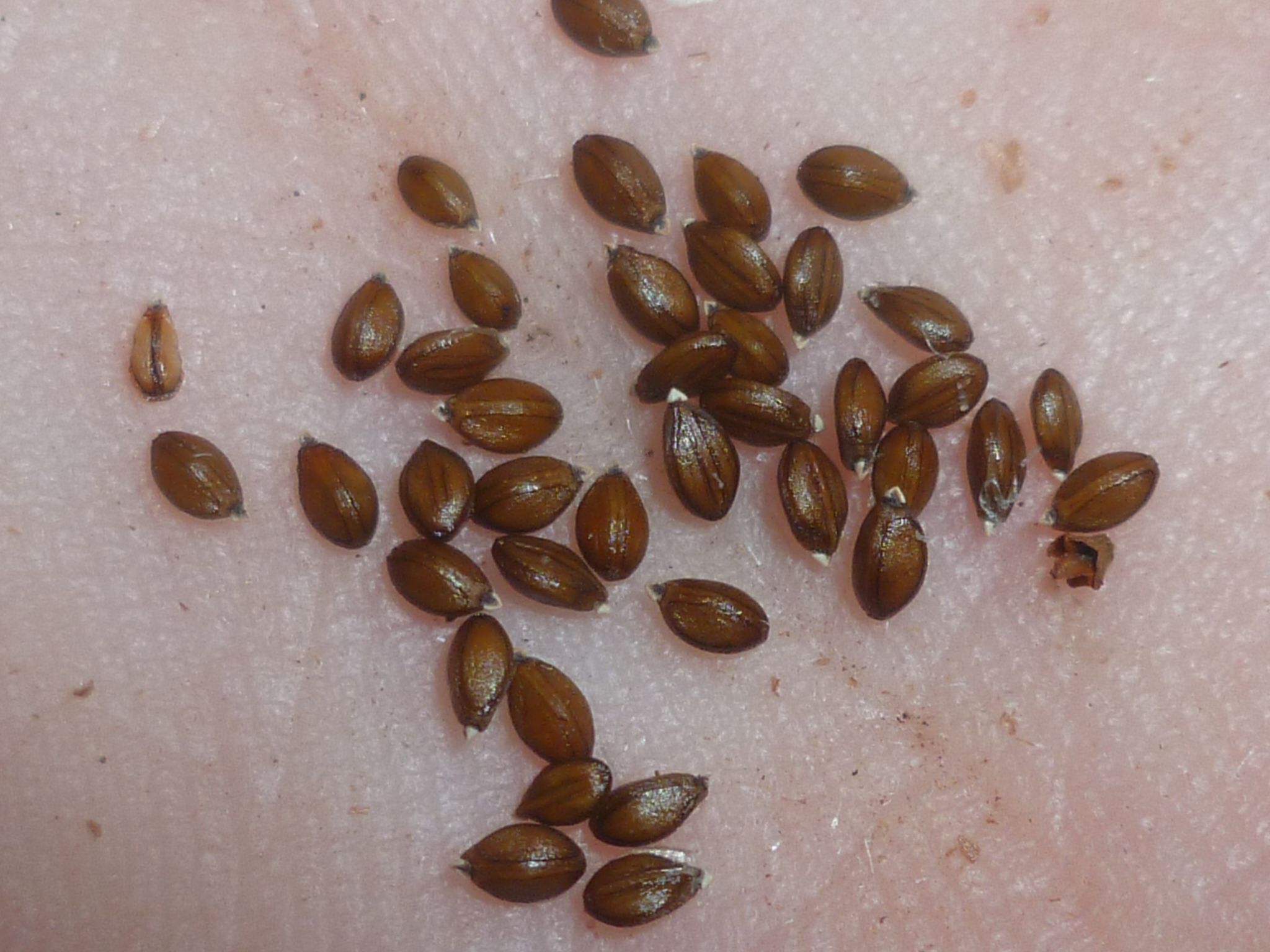
Klausen

### Erscheinungsbild und Blatt
Die Kleine Braunelle ist eine winter- bzw. immergrüne, meist ausdauernde krautige Pflanze. Sie entwickelt oberirdisch kriechende Ausläufer mit Faserwurzeln, mit denen sie auch Bestände bilden kann. Je Pflanzenexemplar ist ein einzelner bis zu wenigen Stängeln vorhanden. Der niederliegende, aufsteigende bis aufrechte, vierkantige, 5 bis 30, selten bis 40 oder bis zu 60 Zentimeter lange Stängel kann grün oder purpurfarben bis rötlich-bräunlich überlaufen sein, ist meist unverzweigt oder an seiner Basis verzweigt und je nach Unterart dicht oder spärlich vorwärtsgerichtet behaart bis fast kahl (Indumentum).
Die gegenständig angeordneten Laubblätter sind in Blattstiel und Blattspreite gegliedert. Der Blattstiel ist meist 0,7 bis 2,5 Zentimeter lang, bei den oberen Laubblätter etwas kürzer. Die einfache Blattspreite ist bei einer Länge von meist 3 bis 5 (1,5 bis 6) Zentimetern sowie einer Breite von 0,6 bis, meist 1 bis 2,5 Zentimetern schmal-länglich bis einförmig-länglich, lanzettlich bis eiförmig oder elliptisch mit gestutzter bis breit-keilförmiger am Stängel herablaufender Spreitenbasis und stumpfem bis gerundetem oder spitzem oberen Ende. Der Blattrand glatt bis gewellt oder unregelmäßig, meist schwach, gekerbt oder seicht gezähnt. Die Blattflächen sind kahl bis spärlich kurz, angedrückt weiß behaart.

### Blütenstand, Blüte und Frucht
Es ist meist kein Blütenstandsschaft vorhanden und so sitzt der endständige Blütenstand meist unmittelbar oberhalb des obersten mehr oder weniger sitzenden Laubblattpaares. Der ährige Blütenstand ist bei einer Länge von meist 1,5 bis 4 (1 bis 7,5) Zentimetern sowie einem Durchmesser von 1 bis 1,5 Zentimetern zylindrisch und enthält in vier bis elf Scheinquirlen dicht gedrängt viele Blüten. Die purpurfarbenen oder grünen Tragblätter sind bei einer Länge von 6 bis 13 Millimetern sowie einer Breite von 5 bis 15 Millimetern breit-herzförmig oder breit-eiförmig-herzförmig mit scharf zugespitztem und bewimpert-gefranstem oberen Ende und die Nerven sind spärlich steif behaart. Der Blütenstiel ist höchstens 2 Millimeter lang.
Die Blüten sind zygomorph und fünfzählig mit doppelter Blütenhülle. Die fünf während der Anthese meist 8 bis 9 (7 bis 18) Millimeter langen, spärlich rau und weiß behaarten Kelchblätter sind zu einem etwa 4 Millimeter langen schmal-glockenförmigen Blütenkelch verwachsen. Der purpurfarbene oder grüne Kelch besitzt zwölf Nerven und ist zweilippig. Die pfriemliche Kelchoberlippe ist gestutzt und endet in drei sehr kurzen Kelchzähnen, deren mittlerer viel breiter ist als die seitlichen. Die Kelchunterlippe ist schmaler als die -oberlippe. Die Kelchunterlippe ist tief geteilt in zwei schmal-lanzettliche Kelchzähne mit spitzen bis zugespitzten oberen Enden. Die kahle Blütenkrone ist blauviolett bis purpurfarben, nur ganz selten weißlich bis weiß. Die meist 10 bis 12 (7 bis 15) Millimeter langen Kronblätter sind zu einer 6,5 bis 7,5 Millimeter langen geraden Kronröhre verwachsen, deren Basis etwa 1,5 Millimeter breit ist und sich am Schlund auf bis zu 4 Millimeter verbreitert. Die Kronoberlippe ist bei einer Länge von 2 bis 3 Millimetern sowie einem Durchmesser von etwa 5,5 Millimetern fast kreisförmig und mehr oder weniger helmförmig, gewölbt, ausgerandet und oben etwas behaart. Die Kronunterlippe ist etwa halb so lang wie die -oberlippe. Die Kronunterlippe endet dreilappig mit einem fast herzförmigen vorn etwas gezähnelten Mittellappen, die winzigen Seitenlappen sind länglich und ausbreitet. Die Staubfäden der vorderen, sehr langen, Von den nur vier Staubblättern gibt es zwei unterschiedlich lange Paare. Die zwei vorderen Staubblätter tragen einen etwa 2 Millimeter langen pfriemlichen, dornförmigen Fortsatz, die hinteren Staubblätter nur einen viel kürzeren Fortsatz.
Selten kommen Exemplare nur mit weiblichen Blüten vor, bei denen die Krone deutlich kleiner ist und den Kelch kaum überragt. Bei ihnen sind die Staubbeutel verkümmert.
Während der Fruchtzeit ist der Kelch 9 bis 13 Millimeter lang, abgeflacht mit geschlossenem Schlund. Die Klausenfrucht zerfällt in vier Klausen. Die hell-braunen, glänzenden und glatten Klausen sind bei einer Länge von 1,5 bis 2,3 Millimeter sowie einem Durchmesser von 0,9 bis 1,1 Millimetern ellipsoid oder länglich-eiförmig. Die Klausen verschleimen, wenn sie feucht werden.

### Chromosomensatz
Die Chromosomengrundzahl beträgt je nach Unterart x = 14 oder 17; es liegt meist Diploidie mit einer Chromosomenzahl von 2n = 28, 30, 32 oder 34 vor.

## Unterscheidung von ähnlichen Arten
Die Kleine Braunelle ist von der ähnlichen Großblütigen Braunelle besonders in folgende Merkmalen verschieden: Das oberste Laubblattpaar befindet sich direkt am Grund des Blütenstandes. Die etwa 7 bis 15 Millimeter lange Krone ist höchstens doppelt so lang wie der Kelch.

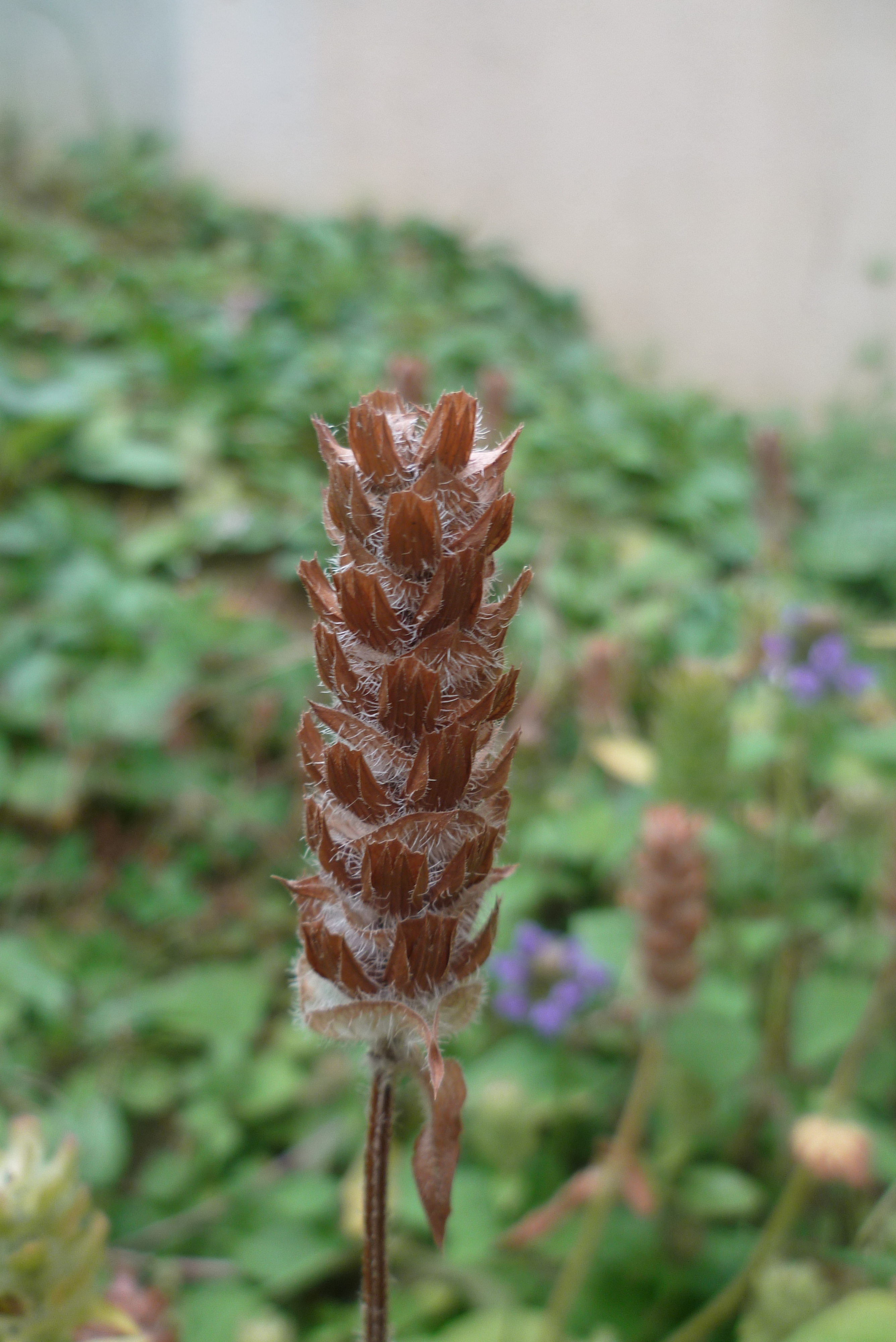
Fruchtstand bei trockenem Wetter

## Ökologie und Phänologie
Bei der Kleinen Braunelle handelt es sich um einen mesomorphen Hemikryptophyten. Mit den Ausläufern kann sich die Kleine Braunelle auch vegetativ vermehren und ausbreiten.
Die Blütezeit reicht auf der Iberischen Halbinsel von Mai bis August, in Mitteleuropa von Juni bis September oder Oktober. Blütenökologisch handelt es sich um Eigentliche Lippenblumen. Die Bestäubung erfolgt hauptsächlich durch Hummeln und andere Hautflügler.
Diasporen sind die Klausen. Die klebrigen Klausenfrüchte sind vom Fruchtkelch umschlossen, der sich bei feuchtem Wetter innerhalb einer Minute hygrochas öffnet und dann waagrecht absteht. Fallen Regentropfen auf diese verlängerte Kelchlippe, so werden die Klausen herausgeschleudert. Die Klausen werden also als Regenballist ausgebreitet; aber auch eine Ausbreitung als Klebhafter sowie eine Zufallsausbreitung durch Huftiere ist möglich. Die Fruchtreife erfolgt ab August. Die langlebigen Samen sind Lichtkeimer.

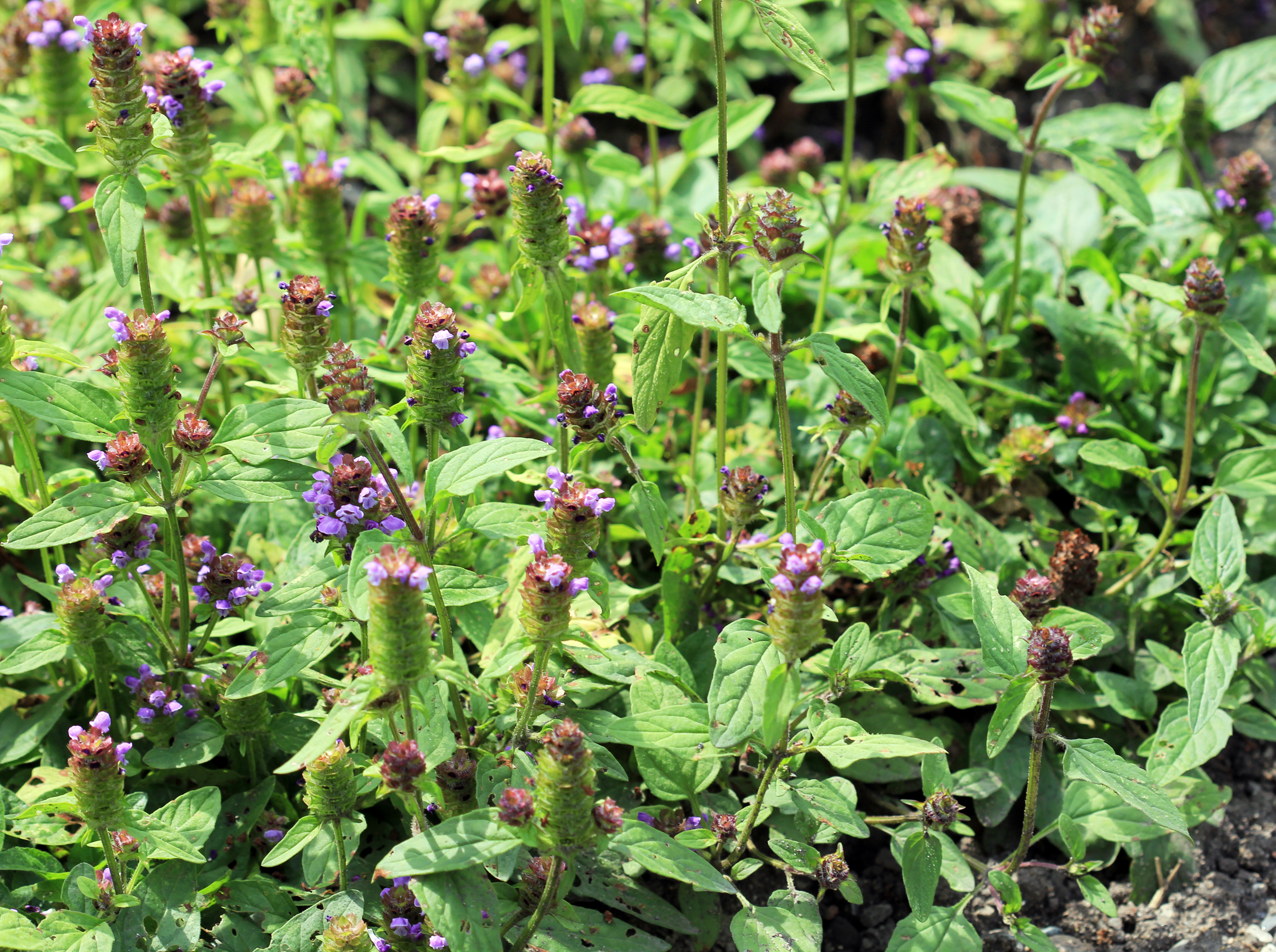
Bestand

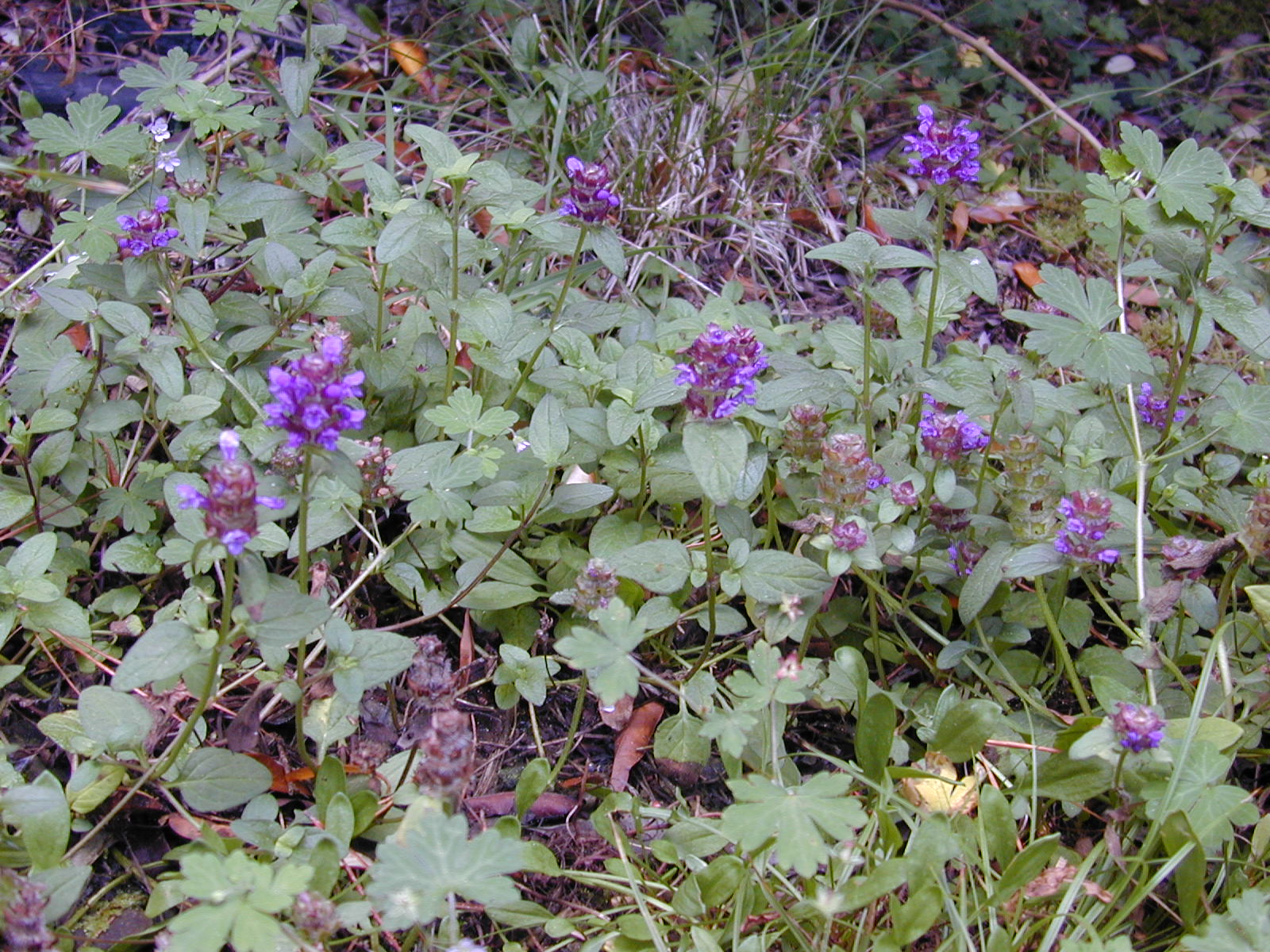
Bestand als invasive Pflanzenart auf Hawaii

## Standorte
Sie gedeiht in Mitteleuropa auf Halbtrockenrasen, auf Kriech- und Trittrasen, auf feuchten Wiesen oder Weiden oder an Rändern von Waldwegen. Es handelt sich um eine Charakterart der Molinio-Arrhenatheretea-Klasse, sie kommt aber auch in Pflanzengesellschaften der Verbände Agropyro-Rumicion oder Polygonion avicularis vor. Sie ist in Mitteleuropa weit verbreitet und häufig. Sie kommt vom Flachland bis ins Hochgebirge bis in Höhenlagen etwa 2000 Metern vor. In den Allgäuer Alpen steigt sie im Tiroler Teil am Saalfelder Weg zwischen Steinkarspitze und Kälbelesspitze bis zu einer Höhenlage von 1900 Metern auf. In den Stubaier Alpen erreicht sie sogar eine Höhenlage von bis zu 2170 Meter, im Engadin 2200 Meter und im Kanton Wallis von bis zu 2400 Metern.
Die Zeigerwerte nach Ellenberg sind: Lichtzahl 7 = Halblichtpflanze, Temperaturzahl = indifferent, Kontinentalitätszahl 3 = See- bis gemäßigtes Seeklima zeigend, Feuchtezahl 5 = Frischezeiger, Feuchtewechsel = keinen Wechsel der Feuchte zeigend, Reaktionszahl 7 = Schwachbasenzeiger, Stickstoffzahl = indifferent, Salzzahl 0 = nicht salzertragend, Schwermetallresistenz = nicht schwermetallresistent.

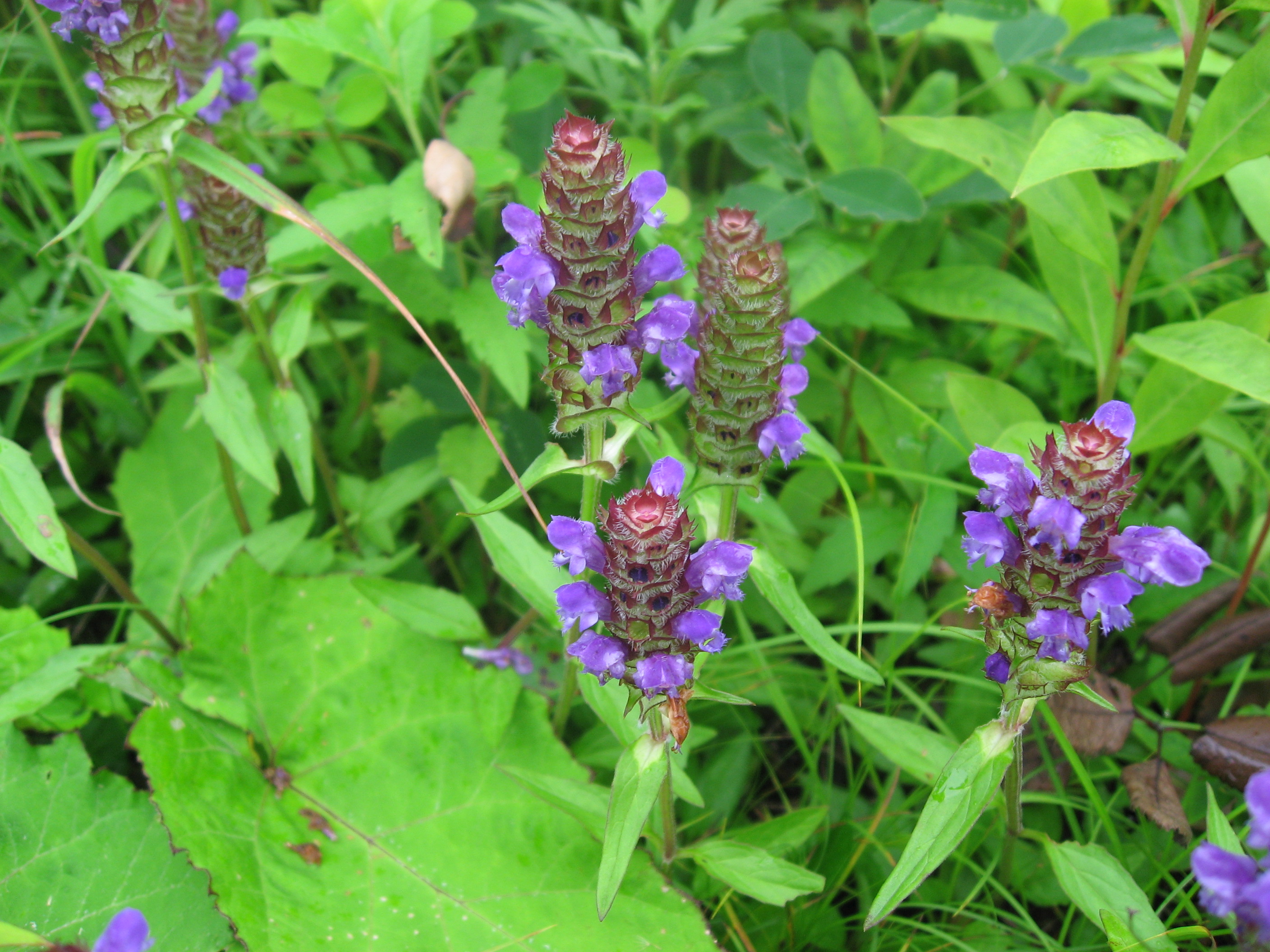
Habitus, Laubblätter und Blütenstand von Prunella vulgaris subsp. asiatica

## Systematik und Verbreitung
Die Erstveröffentlichung von Prunella vulgaris erfolgte 1753 durch Carl von Linné in Species Plantarum, Tomus II, S. 600. Das Artepitheton vulgaris bedeutet „gewöhnlich“. Als Lectotypusbeleg wurde 1993 in George Clifford's Herbarium: Nummer 316, Prunella 1 [beta] (BM-000646146) (BM - (/A:000646146)) durch Ian Charleson Hedge in Charles Edward Jarvis et al.: Regnum Vegetabile; ..., Volume 127, S. 79 festgelegt. Synonyme für Prunella vulgaris L. sind: Prunella vulgaris subsp. parviflora Ehrh., Prunella vulgaris var. nemoralis H.Post.
Die Prunella vulgaris ist in Makaronesien und vom mediterranen bis zum borealen Europa, in Asien, Nord- bis Mittelamerika und im nordwestlichen Afrika weitverbreitet. Beispielsweise in Südamerika und Neuseeland ist Prunella vulgaris ein Neophyt.
Je nach Autor gibt es etwa fünf Unterarten, die in anderen Quellen auch eigene Arten sind:
- Prunella vulgaris subsp. asiatica (Nakai) H.Hara (Syn.: Prunella asiatica Nakai, Prunella asiatica var. albiflora Nakai, Prunella japonica Makino, Prunella vulgaris var. albiflora Koidz. nom. illeg., Prunella vulgaris var. aleutica Fernald, Prunella vulgaris var. japonica (Makino) Kudô, Prunella vulgaris var. lilacina Nakai, Prunella vulgaris var. lilacina H.Hara nom. illeg., Prunella vulgaris var. nanhutashanense S.S.Ying, Prunella vulgaris var. taiwaniana T.Yamaz. nom. illeg., Prunella vulgaris var. taiwaniana S.S.Ying, Prunella vulgaris var. yezoensis Kudô): Sie kommt in vielen Provinzen Chinas über Japan bis zu den Aleuten vor.[3] In der Flora of China 1994 hat sie den Rang einer Art Prunella asiatica Nakai.[6]
- Prunella vulgaris subsp. estremadurensis Franco: Sie wurde 1984 aus Portugal erstbeschrieben.[3]
- Prunella vulgaris subsp. hispida (Benth.) Hultén (Syn.: Prunella alba var. hispida (Benth.) K.Koch, Prunella hispida Benth., Prunella vulgaris var. hispida (Benth.) Benth., Prunella alba var. rosea K.Koch nom. nud., Prunella cinerea Raf., Prunella stolonifera H.Lév. & Giraudias): Sie kommt vom südlichen Indien, Assam bis zum östlichen Himalaja und vielleicht in Tibet und den Provinzen Sichuan sowie Yunnan vor.[3] In der Flora of China 1994 hat sie den Rang einer Art Prunella hispida Benth.[6]
- Prunella vulgaris subsp. lanceolata (W.P.C.Barton) Piper & Beattie (Syn.: Prunella canadensis Mill., Prunella caroliniana Mill., Prunella laciniata Walter nom. illeg., Prunella pennsylvanica var. lanceolata W.P.C.Barton, Prunella vulgaris var. candida Farw.,  Prunella vulgaris var. elongata Benth.,  Prunella vulgaris var. iodocalyx Farw., Prunella vulgaris var. lanceolata (W.P.C.Barton) Fernald, Prunella vulgaris var. major Hook., Prunella vulgaris var. parviflora J.W.Moore nom. illeg., Prunella vulgaris var. rouleauiana Vict., Prunella vulgaris var. scaberrima Pollard & C.R.Ball): Sie kommt von Nord- bis Mittelamerika vor[3], Korea, Japan und in China gedeiht sie auf Grashängen, an Waldrändern sowie im Dickicht in Höhenlagen bis zu 3200 Metern nur in den Provinzen Sichuan sowie Yunnan.[6]
- Prunella vulgaris L. subsp. vulgaris (Syn.: Prunella aequinoctialis Kunth, Prunella algeriensis de Noé, Prunella alpina Schur, Prunella angustifolia Wender., Prunella australasica Moric. ex Buch.-Ham., Prunella australis Sweet, Prunella browniana Penny ex G.Don, Prunella caerulea Gueldenst. ex Ledeb., Prunella capitellata Beck, Prunella cordata Raf., Prunella dissecta Wender., Prunella elongata Douglas ex Benth., Prunella fischeriana Buch.-Ham., Prunella gracillicaulia A.P.Khokhr., Prunella heterophyla Raf., Prunella hirsuta Wender., Prunella hirta Bernh. ex Steud., Prunella incisa Link, Prunella latifolia Donn, Prunella longifolia Pers., Prunella mariquitensis Willd. ex Benth., Prunella microphylla Raf., Prunella novae-angliae Mill., Prunella obtusifolia Raf., Prunella officinalis Crantz, Prunella ovata Pers., Prunella parviflora Poir., Prunella pennsylvanica Bigelow, Prunella pennsylvanica var. ovata W.P.C.Barton, Prunella petiolaris Raf., Prunella pratensis Schur, Prunella purpurea Gueldenst. ex Ledeb., Prunella reptans Dumort., Prunella reticulata Raf., Prunella rosea Raf., Prunella scaberrima Anon., Prunella sessilifolia Raf., Prunella vulgaris var. albiflora Tinant, Prunella vulgaris var. atropurpurea Fernald, Prunella vulgaris var. calvescens Fernald, Prunella vulgaris var. capitellata (Beck) Nyman, Prunella vulgaris var. dunensis Druce, Prunella vulgaris var. japonica Kudô, Prunella vulgaris var. leucantha Schur ex L.H.Bailey, Prunella vulgaris var. parviflora (Poir.) Lej., Prunella vulgaris var. recta Tinant, Prunella vulgaris subsp. surrecta (Dumort.) Berher): Sie ist von Makaronesien über Nordafrika bis zu den gemäßigten Gebieten Eurasiens weitverbreitet.[3][6]

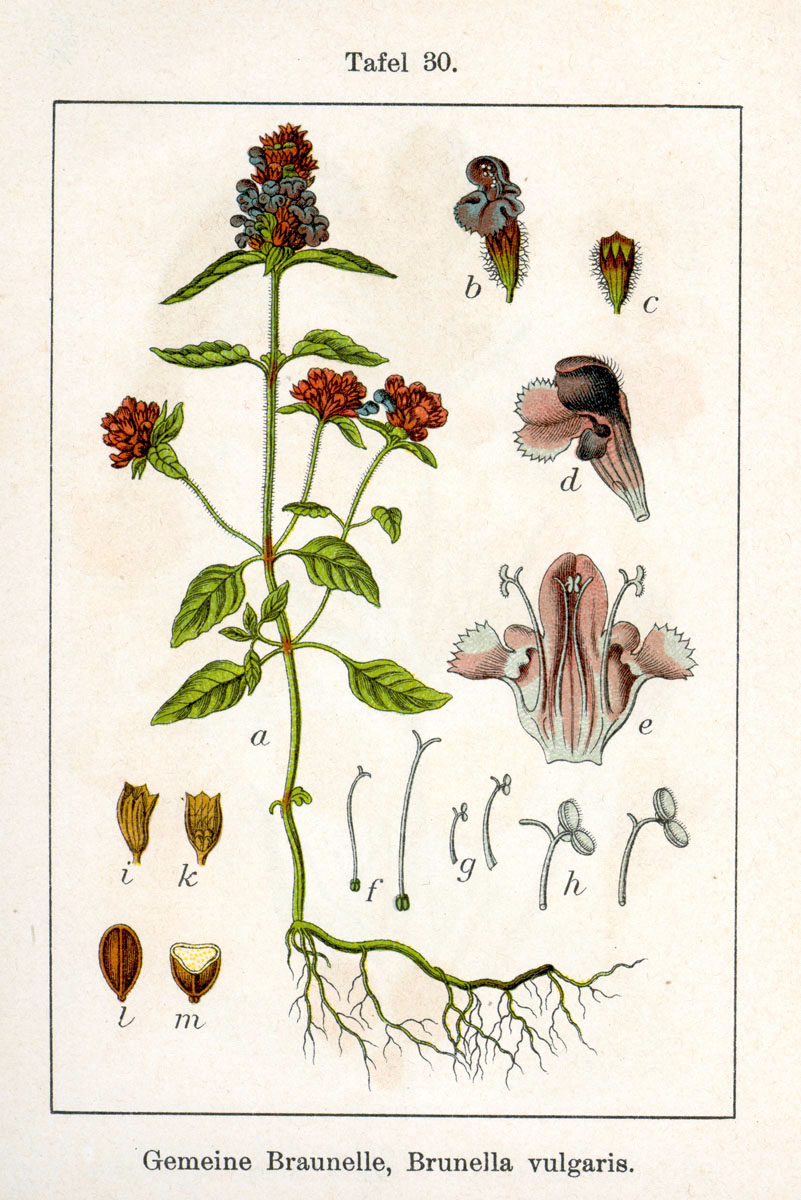
Illustration aus Sturm 1796

## Nutzung

### In der Küche
Junge, nichtblühende Pflanzenteile können auch als Salat oder als Gewürz verwendet werden. Die Laubblätter werden roh oder gegart gegessen. Ihr Geschmack ist intensiv.

### Pharmakologie und Ethnobotanik
Die Kleine Braunelle (lateinisch früher auch als consolida minor bezeichnet), kurz auch Brunelle (und früher lateinisch prunella) genannt, wurde im Mittelalter zur Behandlung der Diphtherie (Bräune-Krankheit), welche Verfärbungen im Rachen hervorruft, verwendet. 
Die Kleine Braunelle enthält Gerbstoffe (Tannin), Flavonoide, Terpene (1,8-Cineol, Campher), Triterpene (Ursolsäure), Saponine und andere wirksame Bestandteile. In Asien ist sie eine traditionelle Heilpflanze. In Europa wird sie in der Schulmedizin weniger verwendet. Eventuelle adstringierende Anwendungen sind durch die enthaltenen Gerbstoffe erklärbar, und die bekannten Terpene wirken natürlich genauso wie in anderen ätherischen Ölen. Die in der Kleinen Braunelle enthaltene Rosmarinsäure wird in der Kosmetikindustrie für Präparate zum Schutz der Haut vor Ultraviolett-Strahlung verwendet.
Zubereitungen aus der Fruchtähre sind bei Mäusen immunsuppressiv. In einer Labor-Studie von Tabba 1986 konnte für  einen Inhaltsstoff der Kleinen Braunelle, das Polysaccharid Prunellin, eine gewisse Aktivität gegen das HI-Virus belegt werden. In einer Labor-Studie von Chiu et al. 2004 wurde die Wirksamkeit gegen Herpes-simplex-Stämme aufgezeigt, die gegen Aciclovir resistent waren.

## Trivialnamen
Für die Kleine Braunelle (von gleichbedeutend lateinisch brunella) bestehen bzw. bestanden, zum Teil auch nur regional, weitere deutschsprachige Trivialnamen: St. Antonikraut (Österreich, Ostpreußen), Braunellen, Brunellen, Brünikraut (Berner Oberland), Bruni (Berner Oberland), Brunwort (mittelhochdeutsch), Brunwurtz (mittelhochdeutsch), Weiße Bugeln (Bern), Gaheyl (niederdeutsch), Ghaheyle (niederdeutsch), Gauchheil (Schlesien), Gottheil (Schlesien, Mark, Ostpreußen), Gotthihl (Siebenbürgen), Blauer Guckguck (Schlesien), Gunzel, Halskraut, Immergsund, Mundfäulkraut (Österreich), Mundfäulzapfen (Österreich), Oogenprökel (Ostfriesland), Prawenwurz (mittelhochdeutsch), Prickelnösn (Ostfriesland), Radeheyle (niederdeutsch), Selbstheil (vgl. gleichbedeutend mittelhochdeutsch sëlpheile) und Veiteln (Tirol).

## Sonstiges
Die Loki Schmidt Stiftung hat die Kleine Braunelle als Blume des Jahres 2023 ausgewählt.